# Olbramovice
Olbramovice är en köping i Tjeckien.   Den ligger i regionen Södra Mähren, i den sydöstra delen av landet, 190 km sydost om huvudstaden Prag. Olbramovice ligger 197 meter över havet och antalet invånare är 1 048.
Terrängen runt Olbramovice är huvudsakligen platt, men norrut är den kuperad. Runt Olbramovice är det ganska glesbefolkat, med 34 invånare per kvadratkilometer. Närmaste större samhälle är Pohořelice, 8,9 km öster om Olbramovice. Trakten runt Olbramovice består till största delen av jordbruksmark.